# RCA (разъём)

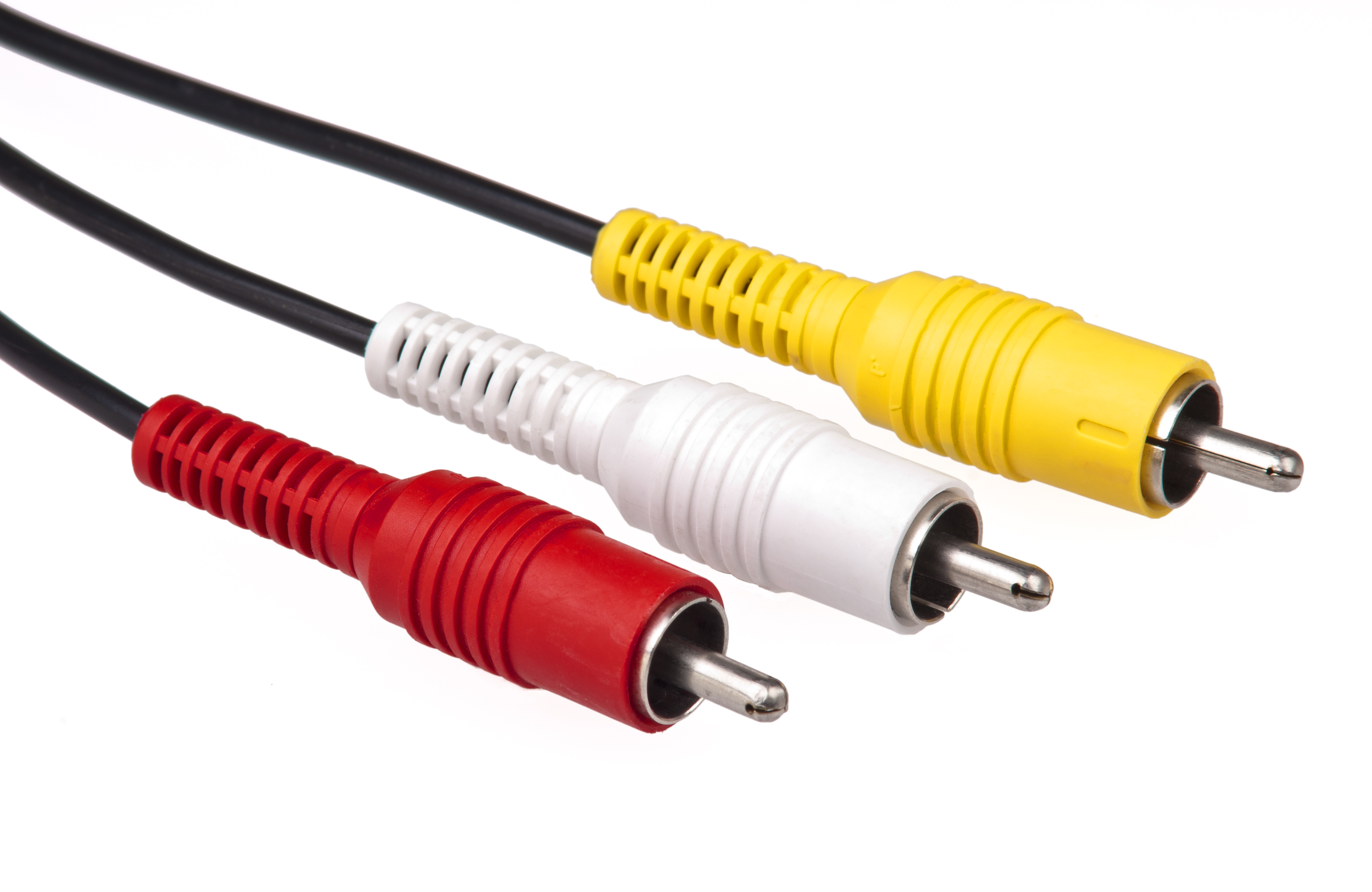
Вилки RCA для видеосигнала и стереофонического звука. Стандартные цвета корпусов соединителей: жёлтый — для видеосигнала, белый — для монофонического сигнала или левого канала стереофонического двухканального аудиосигнала, красный — для правого канала стереофонического двухканального аудиосигнала.

RCA (также называемый phono connector, или CINCH/AV connector, а также в просторечии «тюльпан», «колокольчик») — стандартный тип соединителей, широко применяемый в аудио- и видеотехнике.
Название типа RCA произошло от названия Radio Corporation of America, предложившей этот тип соединителя в начале 1940-х годов для подключения фонографов к усилителям.
Недостатком таких соединителей является то, что при подключении сначала соединяется контакт (штырь) с сигналом (с напряжением), а лишь затем контакты корпусов. Это может вызвать повреждения приборов в момент соединения при наличии разности потенциалов между корпусами, что часто происходило при подключении телевизоров к ТВ-выходу на видеокартах.
Вилка RCA (на сленге — «папа») состоит из двух контактов: сигнального и общей цепи (экранирующего). Сигнальный штырь расположен в центре и представляет собой штырь диаметром 3,2 мм или 0,125 дюйма (3,18 мм). Длина выступающей внешней части равна 9,0 мм (9,52/7,92 мм для размеров 0,375/0,312 дюйма), внутренней закрытой длиной 6,0 мм (5,56 для размера 0,219 дюйма). Второй контакт представляет собой концентрическую боковую поверхность цилиндра с минимальным внутренним диаметром 8,0 мм (8,33 для размера 0,328 дюйма). Внешний диаметр контакта зависит только от его толщины и не нормируется.
Розетка RCA (на сленге — «мама») также состоит из двух контактов. Первый контакт представляет собой гнездо для штыря вилки. Второй контакт также концентричен первому и тоже представляет собой боковую поверхность цилиндра. Внешний диаметр второго контакта 8,0 мм (8,33 для размера 0,328 дюйма) и глубина 7,50 мм (7,14 для размера 0,281 дюйма). Так как данная поверхность контакта охватывается вторым контактом вилки, то внутренний диаметр её должен быть немного больше. Обычно розетки устанавливаются на корпусе аудио-, видеоаппаратуры, но также бывают на кабеле в переходниках.
Материал изолятора между двумя контактами в недорогих ценовых решениях выполнен из простой пластмассы или полиэтилена, в среднеценовых — текстолитовыми шайбами или аналогичными из прессованного стекловолокна, в дорогих — термостойким тефлоном или керамикой.
Один из основных недостатков недорогих соединителей — это их малая термостойкость. При пайке кабеля сечением 0,823 мм² (18 awg) или более и использовании припоев с  температурой плавления около 250 °С можно повредить данный соединитель. Обычная пластмасса или полиэтилен быстро плавятся при таких температурах и сплавляют внутренний контакт с внешним контактом соединителя. Требуется тщательно контролировать перегрев соединителя или использовать соединители с тугоплавким внутренним изолятором, или использовать менее тугоплавкие припои. Особенно это важно при пайке теплоёмких медных однопроволочных жил с диаметром более 0,80 мм (0,50 мм²). ТВ-кабели с однопроволочной жилой большего сечения имеют диаметр около 1,00 мм (0,785 мм²) или 1,13 мм (1,002 мм²). Один из старых методов сохранения изолятора недорогой вилки RCA — её пайка в сочленении с новой розеткой.

## Стандартные цвета
Различные сигналы используют свой цвет корпуса соединителя, определяемый стандартом, но многоканальное аудио (7.1 и далее) до сих пор не имеет стандартных цветов.
В случае вывода звука на громкоговорители телевизора проводится приведение к левому каналу (соединитель белого цвета).
| Тип                                        | Предназначение                                                                | Цвет                               | Цвет и предназначение                    |
| Композитный аналоговый видеосигнал         | Составной                                                                     | Жёлтый                             | Составной                                |
| Аналоговый аудиосигнал                     | Левый/Левый передний (surround)/Моно                                          | Белый                              | Левый/левый передний/ моно               |
| Аналоговый аудиосигнал                     | Правый/Правый передний (surround)                                             | Красный                            | Правый/правый передний                   |
| Аналоговый аудиосигнал                     | Центр                                                                         | Зелёный                            | Центр                                    |
| Аналоговый аудиосигнал                     | Левый боковой (surround)                                                      | Синий                              | Левый боковой                            |
| Аналоговый аудиосигнал                     | Правый боковой (surround)                                                     | Серый                              | Правый боковой                           |
| Аналоговый аудиосигнал                     | Левый тыловой (surround)                                                      | Коричневый                         | Левый тыловой                            |
| Аналоговый аудиосигнал                     | Правый тыловой (surround)                                                     | Рыжевато-коричневый (цвета загара) | Правый тыловой                           |
| Аналоговый аудиосигнал                     | Сабвуфер                                                                      | Пурпурный                          | Сабвуфер                                 |
| Цифровой аудиосигнал                       | S/PDIF                                                                        | Оранжевый                          | Цифр. Аудио                              |
| Компонентное аналоговое видео (YPbPr)      | Y                                                                             | Зелёный                            | Яркость                                  |
| Компонентное аналоговое видео (YPbPr)      | PB                                                                            | Синий                              | Яркость синего                           |
| Компонентное аналоговое видео (YPbPr)      | PR                                                                            | Красный                            | Яркость красного                         |
| Компонентное аналоговое видео/VGA (RGB/HV) | R                                                                             | Красный                            | Красный                                  |
| Компонентное аналоговое видео/VGA (RGB/HV) | G                                                                             | Зелёный                            | Зеленый                                  |
| Компонентное аналоговое видео/VGA (RGB/HV) | B                                                                             | Синий                              | Синий                                    |
| Компонентное аналоговое видео/VGA (RGB/HV) | H (Сигнал синхронизации по горизонтали) / S (Синхросигнал композитного видео) | Жёлтый                             | Синхр. композ. видео/ Синхр. горизонтали |
| Компонентное аналоговое видео/VGA (RGB/HV) | V (Сигнал синхронизации по вертикали:)                                        | Белый                              | Синхронизация вертикали                  |